# Popillia jadoti
Popillia jadoti är en skalbaggsart som beskrevs av Limbourg 2006. Popillia jadoti ingår i släktet Popillia och familjen Rutelidae. Inga underarter finns listade i Catalogue of Life.